# Talleres de Filón Norte
Los  talleres de Filón Norte, también conocidos como talleres de las Minas de Tharsis, son un complejo arquitectónico situado en el municipio español de Alosno, en la provincia de Huelva, comunidad autónoma de Andalucía. Fueron construidos como un centro de mantenimiento y reparación para la maquinaria, en especial el material móvil ferroviario. Se encuentra ubicados en el área de Filón Norte, dentro del complejo de las minas de Tharsis.

## Historia
En 1866 la Tharsis Sulphur and Copper Company Limited se instala en la cuenca minera de Tharsis-La Zarza, dando comienzo a una explotación a gran escala de los yacimientos de la zona. Se construyó una línea férrea para enlazaha las minas con la ría de Huelva y permitir la exportación de los mineras extraídos. La compañía levantó hacia 1870 unos talleres en la zona de Tharsis con el fin de servir como lugar reparación del material ferroviario y otro tipo de maquinaria empleado en las labores mineras. Durante las siguientes décadas se levantaron nuevos edificios. Las instalaciones contaban con servicios de carpintería, fragua y calderería, llegando a estar electrificadas. Con el tiempo el complejo también fue empleado como garaje de las locomotoras del ferrocarril.

## Características
Los talleres de las Minas de Tharsis constituyen un complejo compuesto por cinco naves adosadas que ocupan una superficie de 5.000 metros cuadrados. Las instalaciones se encuentran situadas al norte del dique Pino, en las cercanías de la estación de ferrocarril y de la central térmica. Las naves están construidas en estructura metálica y cubierta a dos aguas de cerchas metálicas. Las dos primeras naves se construyeron en 1870, seguidas por una tercera que se levantó en 1880. Las dos últimas naves se construyeron en 1957 y 1968, respectivamente. En la actualidad las instalaciones se encuentran conservadas de forma deficiente. Desde 2014 el complejo está inscrito en el Catálogo General del Patrimonio Histórico Andaluz y cuenta con la catalogación de Bien de Interés Cultural.